# Kvarnholmen, Kalmar
Denna artikel handlar om Kvarnholmen i Kalmar. För andra Kvarnholmen, se Kvarnholmen

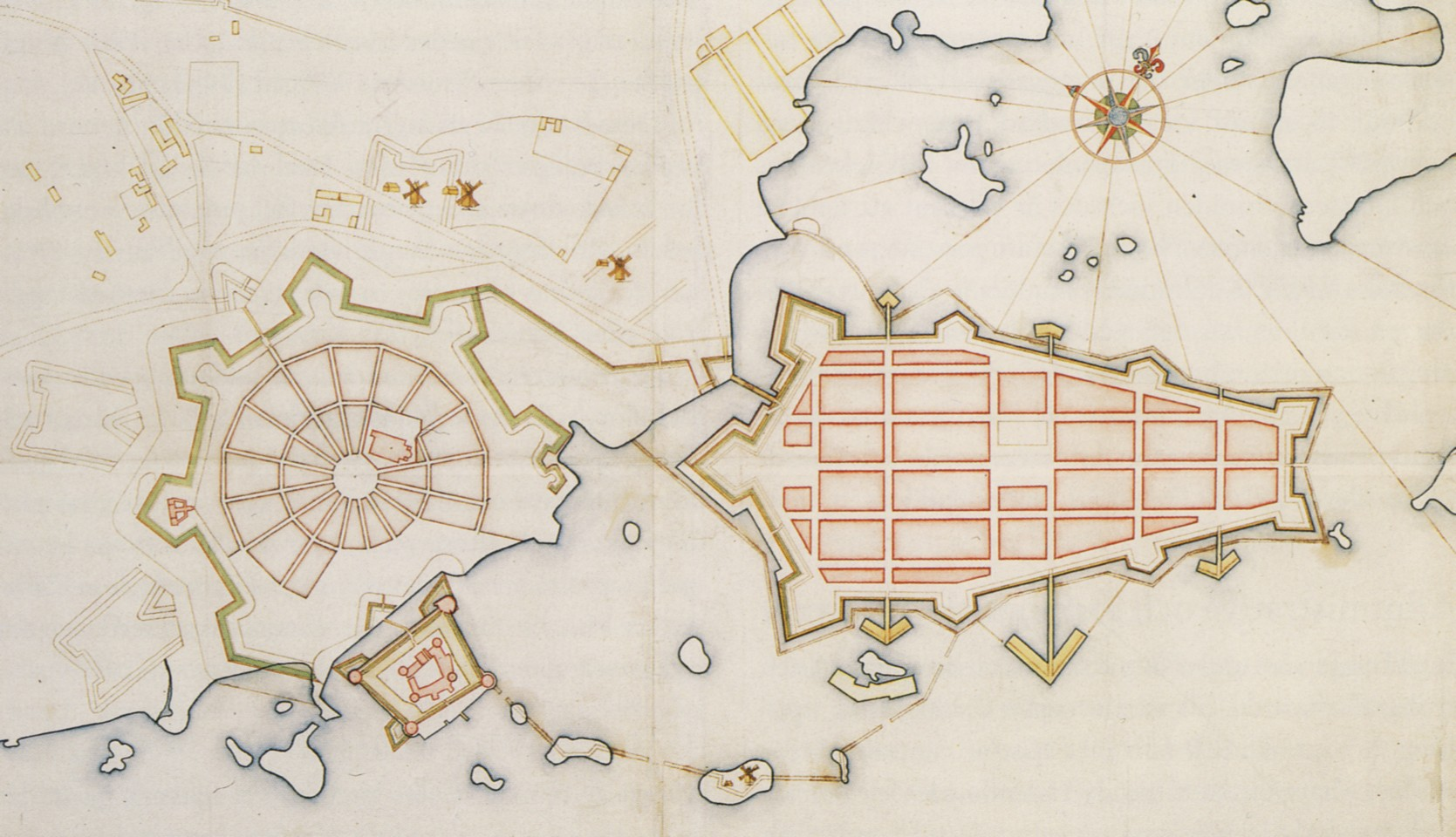
Johan Wärnschölds stadsplan från 1651

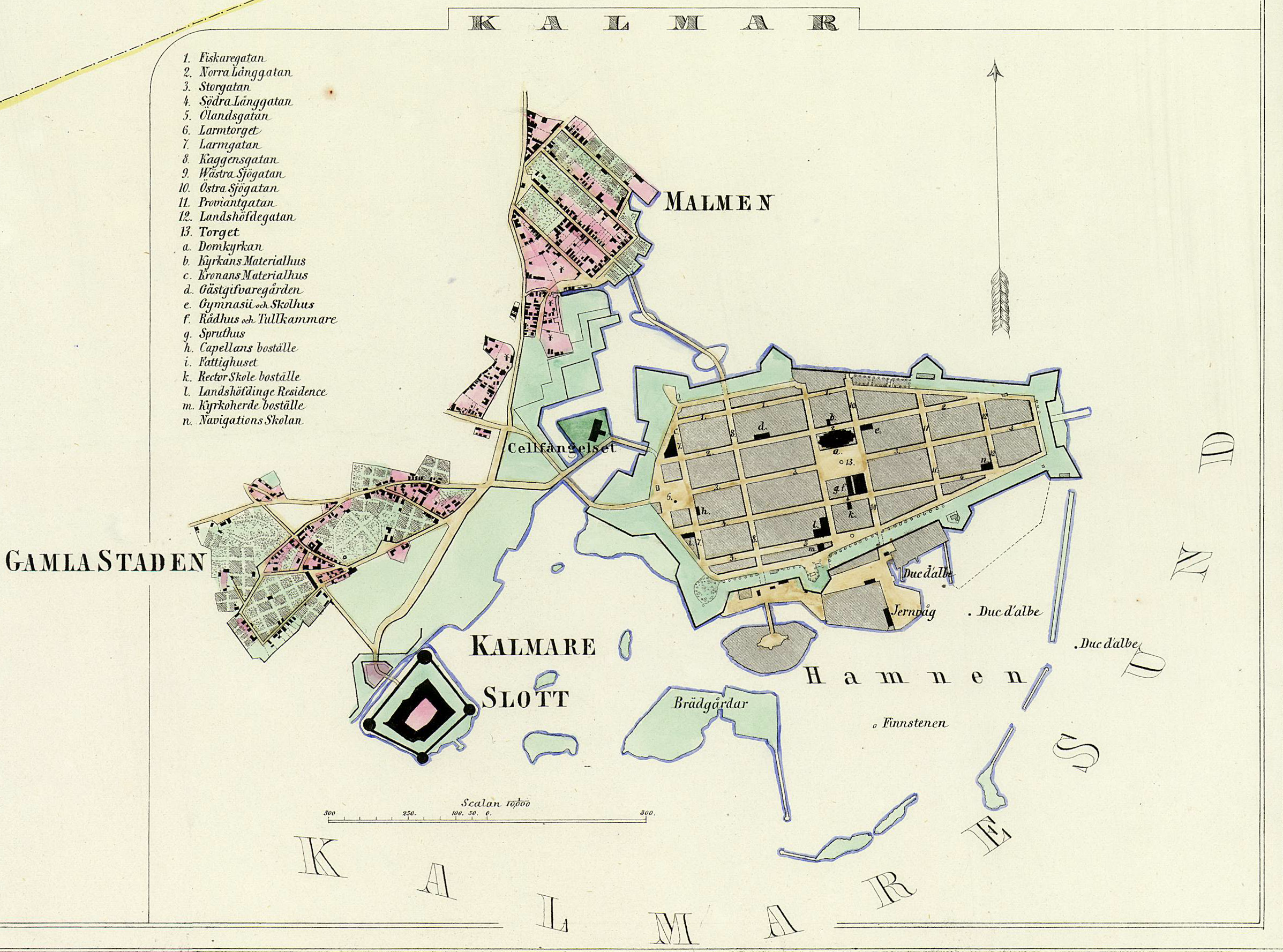
Karta av lantmätaren Gustaf Ljunggren (1817–1888), upprättad under perioden 1854

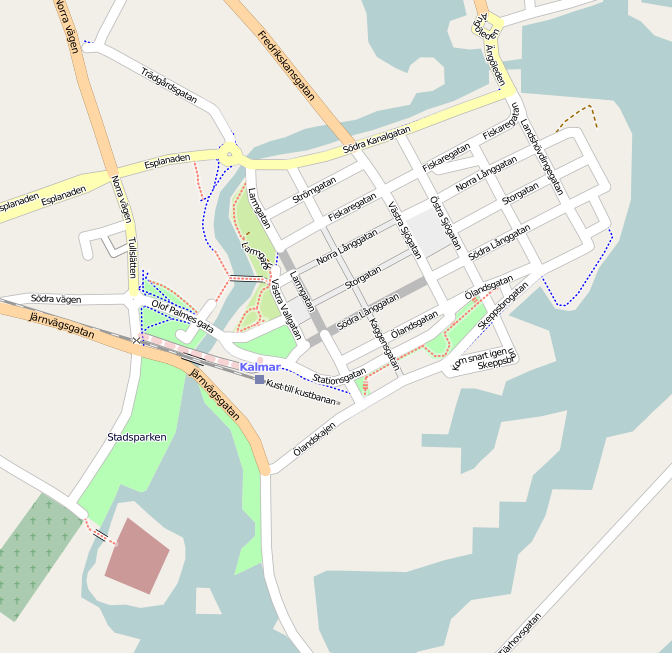
Karta från 2009 (Open Street Maps)

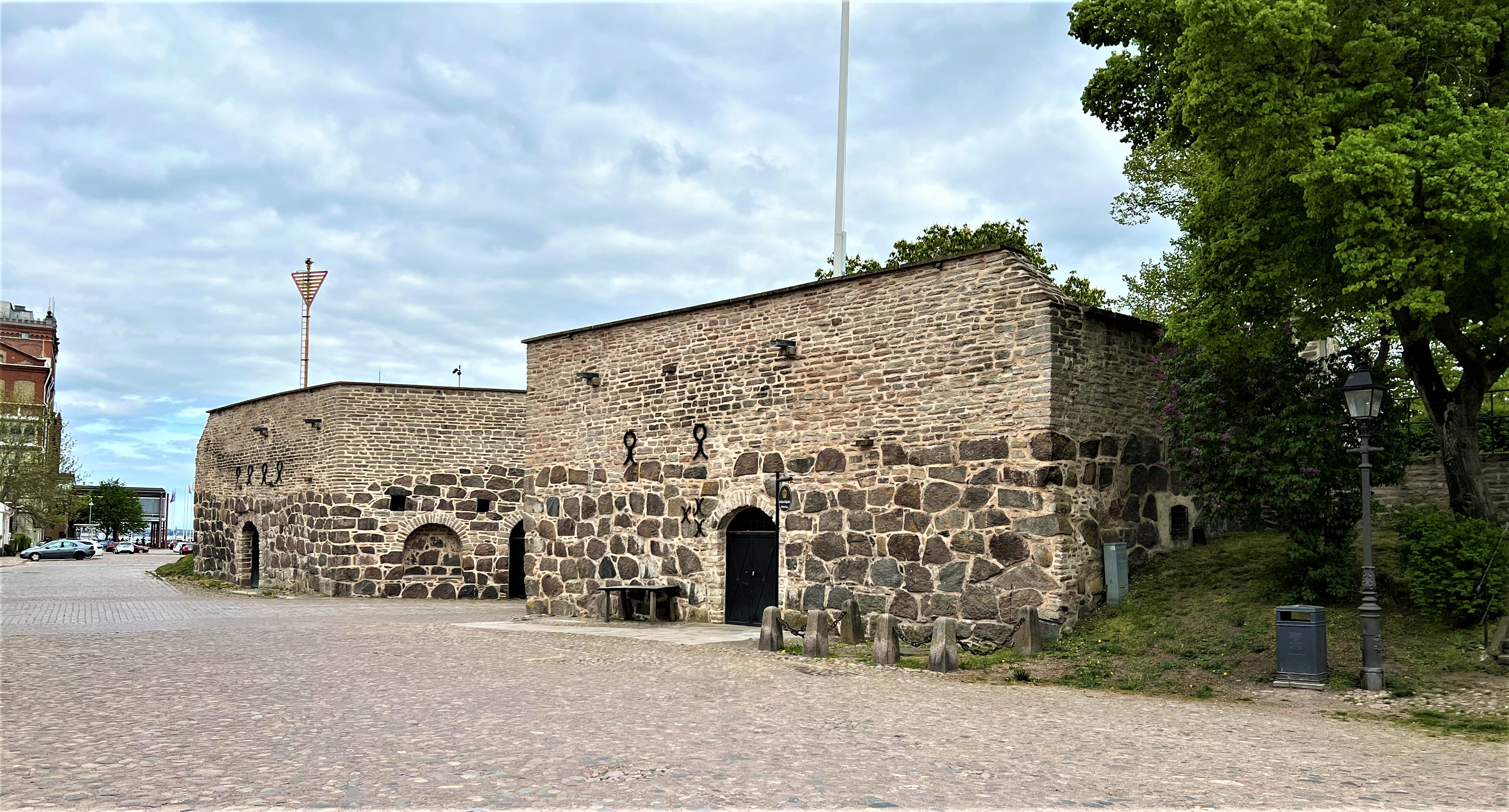
Kavaljersporten vid Lilla torget

Kvarnholmen är en ö i Kalmar och den stadsdel som utgör stadens centrum. Den ligger på en ö i Östersjön, som bebyggdes från 1650-talet efter det att kungen bestämt att staden skulle flyttas från sitt tidigare läge nära Kalmar slott, nuvarande Gamla stan.
Kvarnholmen hette ursprungligen Systraholmen, efter dominikanerkonventet Kalmar nunnekloster. Detta låg på medeltiden på fastlandet strax norr om det ursprungliga Kalmar och var verksamt fram till 1509, då nunnorna av trygghetsskäl omlokaliserade på grund av de osäkra tiderna till Skänninge kloster. Nunneklostret ägde mark på Systraholmen.
En stadsplan för en befästningsstad med ett rutnätsmönster upprättades 1651 av generalkvartetmästaren Johan Wärnschöld, med hela ön omgiven av befästningar av nederländsk modell. Huvudgatan Storgatan lades i öns axel i sydvästlig–nordöstlig riktning mellan strax söder om Västerport, stadens enda port mot landsidan i sydväst, och Holmporten i nordöst. Vid Storgatan förlades stadens två största torg: Larmtorget nära Västerport och Stortorget på öns mitt. Ett tredje torg, Lilla torget, förlades till invid Kavaljersporten, stadens huvudport mot Kalmar hamn
Befästningarna hade på 1820-talet spelat ut sin roll och merparten demolerades senare under 1800-talet. Kalmar stad övertog huvuddelen av fortifikationsjorden 1862, varefter Kvarnholmens yta utökades genom utfyllningar, delvis med massor från befästningsvallarna, både på dess norra och dess södra sida. I söder anlades en modern hamn och i sydväst anlades en väg- och järnvägsbank till fastlandet, med Kalmars järnvägsstation på Kvarnholmssidsn. Järnvägen blev klar 1874.
Ett av Kalmars äldsta bevarade trähus är Berghs trähus från omkring 1650, som flyttades före 1861 från Gamla stan till Lilla torget av fortifikationsofficeren Anders Olofsson Bergh (1619–1679) och är placerat på samma tomt som det av Bergh 1666 uppförda Dahmska huset.
Den nordöstra och ursprungligen avsmalnande yttersta delen av Kvarnholmen kallas Kattrumpan.

## Stadsbränder
Det har varit tre omfattande bränder på Kvarnholmen. Den första inträffande 1679 under stadens tidiga anläggande i nuvarande Domprostgården vid Lilla torget och spred sig norrut och västerut. Den drabbade ett hundratal tomter i staden sydvästra fjärdedel. År 1765 utbröt den andra stadsbranden, som hade sin början i en gård vid Larmtorget. Byggnader på 131 tomter i stadens nordvästra fjärdedel ödelades. Östra delen av Kvarnholmen drabbades 1800 av en brand, som uppstod i smeden Wennerbergs gård på Proviantgatan. 300 byggnader på 131 tomter brann ned.